# Зззакс
Зззакс (англ. Zzzax) — суперзлодей Marvel Comics, персонаж дебютировал в The Incredible Hulk #166 (август 1973), авторы Стив Энглхарт и Хёрб Тримп.

## Биография
Первое появление Зззакса состоялось в The Incredible Hulk, Зззакс гуманоидное энергетическое существо, случайно родившиеся из электричества актом саботажа на атомной электростанции «Консолидейтид Эдисон» в Нью-Йорке. Группа террористов, уничтожила один из реакторов, спровоцировав цепную реакцию, которая вызвала выброс энергии, эта энергия оживает вберая в себя сознание террористов и инженеров находившихся поблизости. Он принял почти человеческий вид. Назвав себя Зззаксом, против него встали Халк и Соколиный глаз, он выстрелил стрелой с токопроводящем кабелем в тело Зззакса и вся энергия устремилась в воду.
Халк сражается с Зззаксом, давая время учёным прекратить процесс, который создал его. Зззакс объявляется в «Luke Cage, Power Man», он причинял вред людям, Щ.И.Т. отправил Силача, он отогнал Зззакса подальше от людей, после чего победил его. Зззакс возвращается в комиксе «Hulk», Сохраняя сознание и интеллект Брюса Халк берёт провода присоединённые к Зззаксу и электрическому генератору, через которого он питал себя. Халк поменял полярность генератора, вследствие чего Зззакса выбрасывает в космос. Франклин Холл помог ему вернутся на Землю и стать его союзником. Также в «Hulk», Зззакс был пойман и помещён в тюрьму Щ.И.Т.а, оттуда его перевозят на гамма-базу. Генерал Громовержец Росс организовывает рисковый эксперимент по перемещению своего сознания в Зззакса, чтобы сразиться с другим похожим на Халка гамма-монстром, чье имя А-Бомба (Рик Джонс). Росс не справляется с контролем над ним, из-за чего чуть не пострадала его дочь Бетти Росс. Зззакс сражался с Железным человеком в комиксе «Marvel Comics Presents» и с Кейбл в одноименной серии.
Энергетический монстр появлялся в «Новых Мстителях», где участвует в массовом побеге суперзлодей из тюрьмы «Плот». Во втором томе комикса «She-Hulk» Зззакса содержали в тюрьме Щ.И.Т.а, но вся система защиты Геликарриера была отключена и он сбегает.
Могучие Мстители остановили атаку Зззакса на Нью-Дели.
МОДОК Верховный нанимает Зззакса для нападения на Красного Халка.

## Силы и способности
- Зззакс поднимает свыше 100 тонн
- У Зззакса нет телесной структуры, в основном он бесформенное энергетическое существо
- Зззакс может поглощать электричество при этом увеличиваясь в размере
- Основным его оружием являются сгенерированные молнии
- Способен поглощать ближайшие источники энергии, создавать магнитные поля, имеет способность летать
- Для выживания Зззакс поглощает электричество из человеческого мозга, это убивает его жертву, и временно даёт ему черты человека которого он поглотил (Халк оказался неуязвимым для этой способности)
- Зззакс имеет почти безграничную выносливость и прочность за счёт природы своего происхождения
- Полностью уничтожить, удержать или навредить Зззаксу нельзя

## Вне комиксов

### Телевидение
- Зззакс появился в мультсериале Невероятный Халк в эпизоде «Грубая сила», озвучен Майклом Беллом[англ.], Лизой Миллером и Кевином Шоном[англ.].
- Зззакс появлялся в анимационном мультсериале «Супергеройский отряд» в эпизоде «Братская прогулка», озвучен Джонатаном Манкутой.
- Зззакс появлялся анимационном телесериале Мстители. Величайшие герои Земли в эпизодах «Прорыв, часть 1» и «Гамма мир, часть 1».
- Зззакс появлялся анимационном мультсериале Совершенный Человек-Паук в эпизодах «Эксклюзив», «Состязания чемпионов, часть 2» и «Состязания чемпионов, часть 4», озвучен Ди Брэдли Бейкером.
- Зззакс появляется в мультсериале Мстители, общий сбор! в эпизоде «День Отца».

### Фильм
- Зззакс появлялся в фильме «Железный человек и Халк: Союз героев», его снова озвучил Ди Брэдли Бейкер.

### Игры
- Босс в видеоигре «Marvel: Avengers Alliance[англ.]»[19].